# 蕩寇志の登場人物一覧
蕩寇志の登場人物一覧は、中国の小説『蕩寇志』に登場する人物の一覧である。

## 君主
- 徽宗

## 武将

### 雷座祖下
- 張叔夜
- 張伯奮
- 張仲熊

### 三十六雷将
- 雲天彪
- 陳希真
- 鄧宗弼
- 辛従忠
- 張応雷
- 陶震霆
- 龐毅
- 劉広
- 苟桓
- 畢応元
- 祝永清
- 陳麗卿
- 雲龍
- 劉慧娘
- 風会
- 傅玉
- 蓋天錫
- 金成英
- 哈蘭生
- 劉麒
- 孔厚
- 真祥麟
- 欒廷玉
- 康捷
- 范成龍
- 楊騰蛟
- 祝万年
- 劉麟
- 欧陽寿通
- 韋揚隠
- 李宗湯
- 唐猛
- 聞達
- 欒廷芳
- 王進
- 賀太平

### 一十八散仙
- 陳念義
- 徐和
- 徐槐
- 召忻
- 劉永錫
- 任森
- 顔樹徳
- 張鳴珂
- 汪恭人
- 徐青娘
- 李成
- 苟英
- 王天覇
- 賈夫人
- 魯紹和
- 梁横
- 魏輔梁
- 真大義

## 梁山泊の人物

### 招賢堂

#### 塩山の頭目
- 鄧天保
- 王大寿
- 施威
- 楊烈

#### 冷艶山の頭目
- 鄺金龍
- 沙摩海
- 鄧雲
- 諸大娘

#### 清真山の頭目
- 馬元
- 皇甫雄
- 周興
- 王伯超
- 来永児
- 赫連進明

#### 青雲山の頭目
- 狄雲
- 狄雷
- 崔豪
- 姚順

#### 蛇角嶺の頭目
- 秦会
- 張大能
- 万俟大年

#### 虎翼山の頭目
- 趙富
- 王飛豹
- 趙貴

#### 紫蓋山の頭目
- 王良
- 火万城
- バイワルハン

#### その他の頭目
- 范天喜
- 呼延綽
- 戴全
- 張魁